# Kosatcová louka

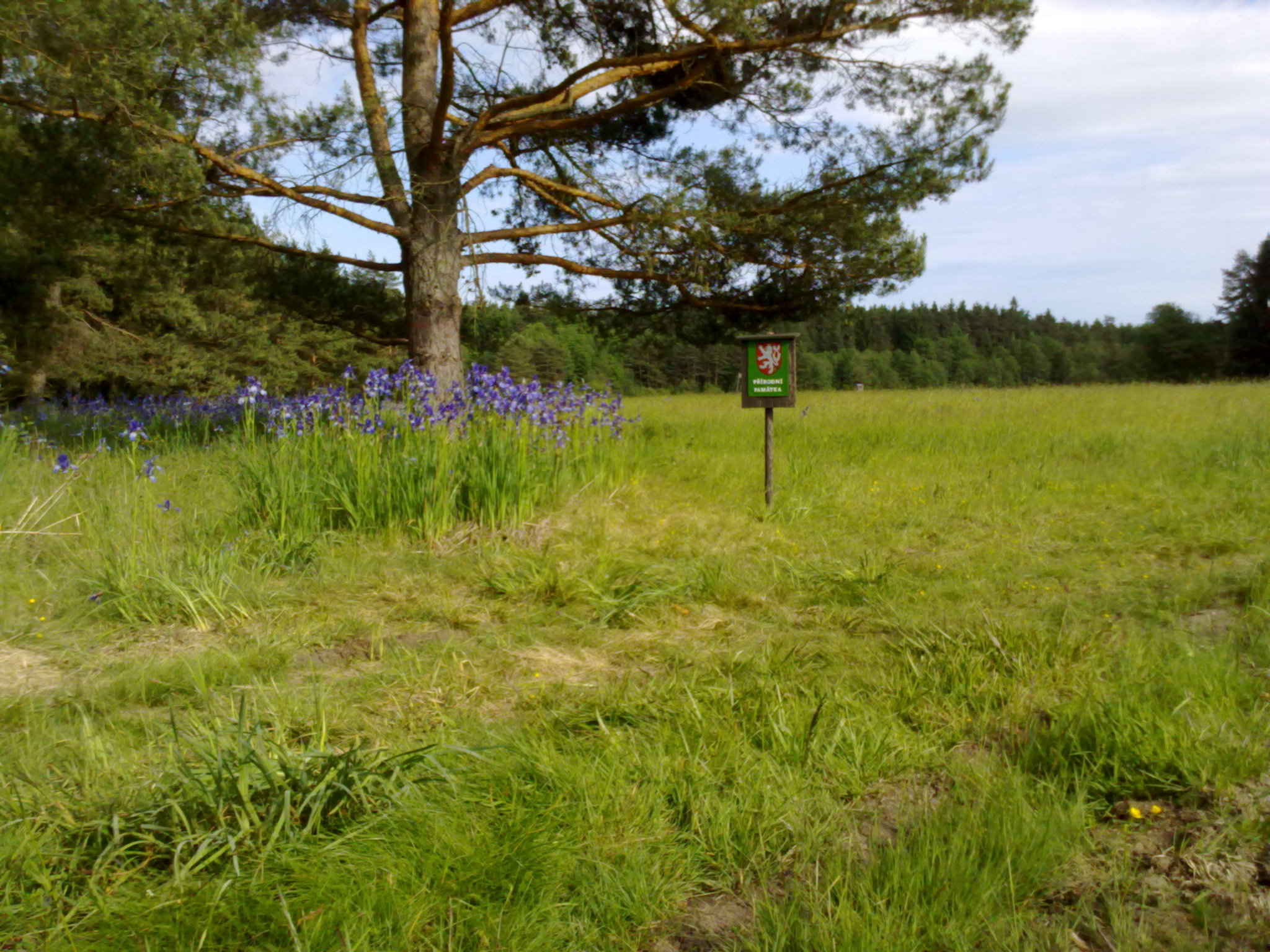
Kosatcová louka

Kosatcová louka (magyarul nőszirom rét) természetvédelmi terület Csehországban a Karlovy Vary-i kerület Chebi járásában fekvő Trstěnice község külterületén található. A szibériai nőszirom előfordulási helyeként 1990-ben nyilvánították védetté. Az 1,44 hektáros terület a község belterületétől keletre fekszik.